# Brzmienie filadelfijskie
Brzmienie filadelfijskie – charakterystyczne dla muzyki disco z lat 70. XX w. brzmienie popularyzowane przez północno-amerykańską wytwórnię muzyczną Philadelphia International.
Brzmienie to było oparte na muzyce funk, ocieplonej przez smyczkowe aranżacje i wysokie partie wokalne.